# Jana Bobošíková

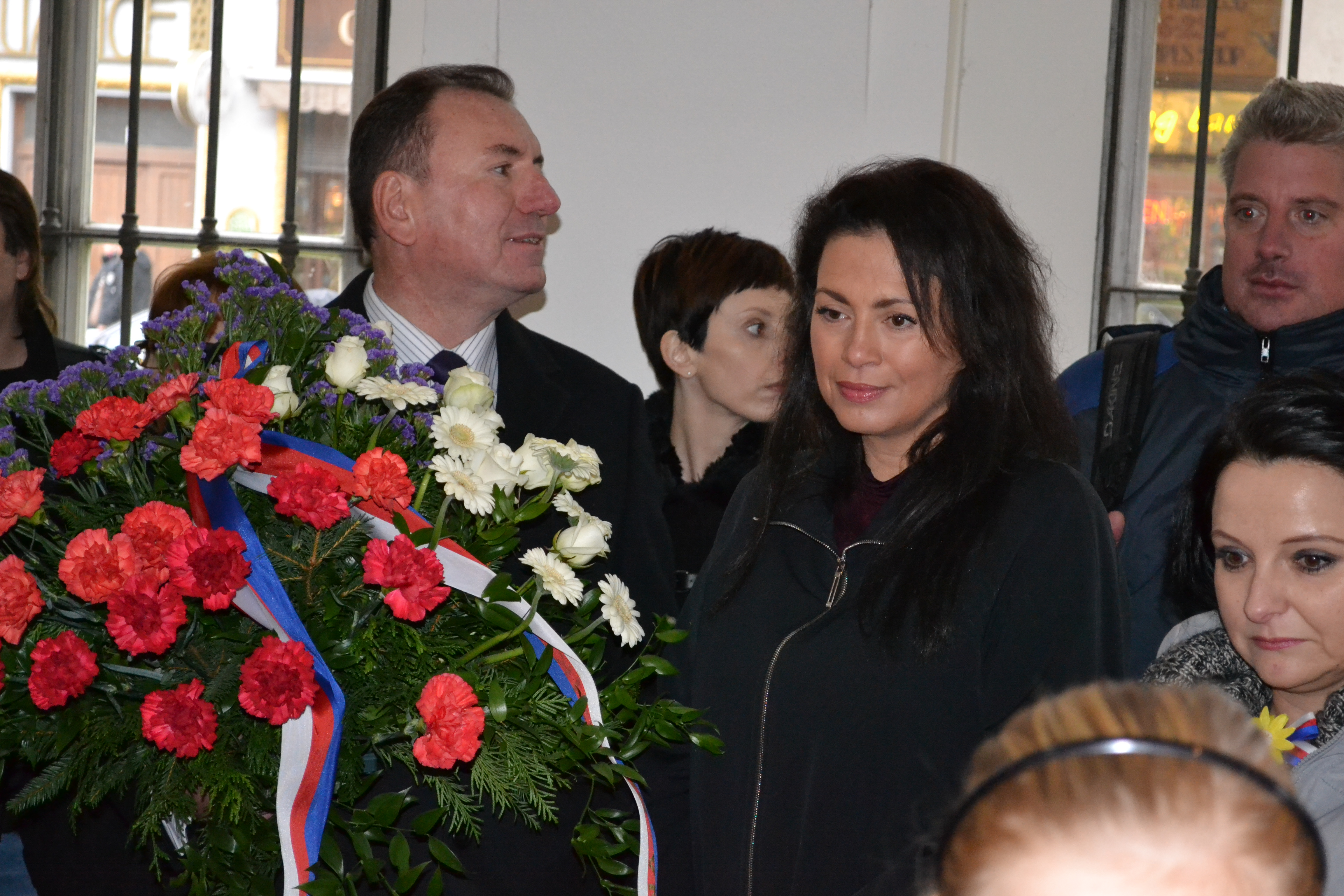
Jana Bobošíková s manželem při vzpomínkové akci na Národní třídě 17. listopadu 2012

Jana Bobošíková (rozená Nováková, * 29. srpna 1964 Praha) je česká moderátorka, redaktorka a politička. Vystudovala Vysokou školu ekonomickou a poté byla zaměstnána v České televizi, Hospodářských novinách, Českém rozhlasu, v rádiu Frekvence 1 a na TV Nova. Veřejně známou se stala při krizi v České televizi na přelomu let 2000 a 2001, kdy byla hlavní tváří náhradního oficiálního vysílání a jedním ze dvou manažerů ČT, kteří nejviditelněji čelili vzbouřeným redaktorům. 
V politice se profiluje euroskepticky. U veřejnosti proslula také mnoha svými kandidaturami do různých politických funkcí. V roce 2008 kandidovala za KSČM na prezidentku ČR, před samotnou volbou však kandidaturu stáhla. V roce 2013 neúspěšně kandidovala na hlavu státu České republiky za stranu Suverenita – Blok Jany Bobošíkové.

## Životopis

### Vzdělání
Po studiu na Gymnáziu Budějovická v Praze 4 (v letech 1978–1982) absolvovala roku 1987 studium na Obchodní fakultě Vysoké školy ekonomické v Praze. Během studia působila ve volených funkcích v Socialistickém svazu mládeže (SSM), včetně jeho ústředního výboru. Dne 25. června 1985 předávala před Staroměstskou radnicí kytici socialistickému prezidentu Gustávu Husákovi, k čemuž se s hrdostí hlásí. Po získání inženýrského titulu studovala v letech 1988 až 1990 postgraduálně na Národohospodářské fakultě VŠE v Praze, kde byla posluchačkou oboru výuka ekonomických předmětů. Během postgraduálního studia si rok přivydělávala jako uklízečka.
Hovoří anglicky, francouzsky, rusky a německy.

### Rodina
Má dvě dcery a obě žijí v zahraničí. Manželem Jany Bobošíkové byl Pavel Bobošík, který v 90. letech založil českou pobočku německé rodinné sklářské skupiny Sahm a postupně s ní expandoval na Slovensko, do Polska, Číny nebo Ruska. V Rusku pracoval pro společnost Ekran ruského průmyslníka Eduarda Tarana v Novosibirsku a od roku 2013 byl šéfem sklářské divize holdingu RATM. Působil také ve správní radě Institutu svobody a demokracie spolu se svou manželkou a bývalou radní České televize Hanou Lipovskou. Zemřel v březnu 2022.

### Práce v médiích
Od prosince 1989 začala Bobošíková pracovat jako redaktorka domácí rubriky v Československé televizi, kde se zabývala tématy Občanského fóra a privatizace. V následujících letech 1993 a 1994 působila v Hospodářských novinách nejdříve jako redaktorka a později jako vedoucí oddělení hospodářské politiky. Paralelně spolupracovala s Radiožurnálem, dnes prvním okruhem Českého rozhlasu. Od listopadu 1994 až do prosince 1998 byla ekonomickou redaktorkou Redakce zpravodajství České televize. Současně moderovala v České televizi zpravodajský pořad „21“, kde se střídala s Barborou Tachecí, a spolupracovala s rádiem Frekvence 1.

### Odchod z České televize v roce 1998
Dne 1. dubna 1998 se spolu s vrcholným managementem ujal své funkce nově jmenovaný generální ředitel ČT Jakub Puchalský. Šéfredaktorem zpravodajství se od 1. dubna stal londýnský reportér České televize Ivan Kytka. Ivan Kytka měl za úkol zásadně zreformovat práci ve zpravodajství České televize. Spolu s ním otevřeně kritizovala práci redaktorů i Jana Bobošíková. Ivan Kytka byl ze své funkce odvolán 21. května 1998 a ve funkci šéfredaktora jej nahradil Zdeněk Šámal, pozdější ředitel zpravodajství. Jana Bobošíková nadále kritizovala editorskou a personální politiku televize a zejména způsob řízení zpravodajství. V prosinci 1998 oznámila svůj plánovaný odchod z České televize a v tisku se kriticky vyjadřovala k situaci v ČT. Zdeněk Šámal ji za to tehdy stáhl z moderování pořadu „21“ a z přípravy zpravodajských relací. Místo toho jí Šámal dal za úkol zpracovat analýzu pořadu Dobré jitro s ČT, který Bobošíková dříve také kritizovala.[zdroj?] Následně Jana Bobošíková během prosince 1998 z České televize odešla.

### Druhé angažmá v ČT a televizní krize
Po odchodu z České televize v prosinci 1998 se v březnu 1999 zúčastnila konkurzu na místo generální ředitelky Českého rozhlasu, kam nebyla vybrána. V červenci 2000 neúspěšně kandidovala do Rady pro rozhlasové a televizní vysílání. Od září 2000 byla během vrcholu tzv. internetové horečky redaktorkou a spolumajitelkou internetového zpravodajského serveru Interview21 pro ekonomiku a politiku, jehož provoz byl ukončen v únoru 2002. Od 24. prosince 2000 byla během tzv. televizní krize ředitelkou zpravodajství ČT až do svého odvolání 9. ledna 2001. Českou televizi opustila definitivně 15. února 2001.

### Sedmička
Od 9. září 2001 moderovala diskusní pořad televize Nova Sedmička až do 4. dubna 2004. Touto nedělní debatou s politiky Jana Bobošíková zakončila svou dosavadní práci v médiích. Ke konci května 2003 byla Bobošíková v souvislosti s výroky a otázkami, které pokládala v pořadu Sedmička, vyslýchána policií. 

### Žaloba na léčebnu dlouhodobě nemocných v Chitussiho ulici
V srpnu 2008 Bobošíková podala na LDN v Chitussiho ulici trestní oznámení kvůli týrání jednoho z jejich klientů.

### Kandidatura na ředitelku ČT
Dne 13. května 2009 Jana Bobošíková postoupila do druhého kola volby ředitele ČT. V druhém kole volby 15. července 2009 nezískala od radních ani jeden hlas a generálním ředitelem ČT byl znovu zvolen Jiří Janeček.

### Angažmá v XTV
Od listopadu 2018 do prosince 2020 moderovala Jana Bobošíková rozhovory s hosty v pořadu JB Talk na internetové televizi XTV. Jejím prvním hostem v tomto pořadu byl Václav Klaus mladší.

### Aby bylo jasno
V roce 2020 Jana Bobošíková spolu s Hanou Lipovskou vydaly knihu Aby bylo jasno, aneb, Vrátí se Marx a Lenin?
Od ledna 2021 pak spolu moderují na YouTube pořad Aby bylo jasno, jehož hlavními tématy jsou politika, ekonomie a média. Od listopadu 2021 jsou součástí toho pořadu rozhovory s různými lidmi. V srpnu 2022 byl stvořen podcast o tom, co předcházelo zničení Lidic. Na začátku prosince 2023 měl tento YouTube kanál přes 85 000 odběratelů. 21. srpna 2024 kanál dosáhl milníku 100 tisíc odběratelů.

### Vysokoškolská pedagožka
Jana Bobošíková působila také jako konzultantka a vysokoškolská pedagožka (odborná asistentka) na Katedře Public Relations a komunikace soukromé Vysoké školy mezinárodních a veřejných vztahů v Praze, kde vyučovala předmět Mediální komunikace.

## Politická kariéra

### Poslankyně v Evropském parlamentu
V roce 2004 byla spolu s Vladimírem Železným zvolena do Evropského parlamentu za hnutí Nezávislí, z kterého později vystoupila a stala se předsedkyní strany Politika 21. V Evropském parlamentu působila jako nezařazená poslankyně, byla členkou Výboru pro regionální rozvoj (REGI), který je příslušný pro záležitosti týkající se Evropského fondu pro regionální rozvoj, Fondu soudružnosti a dalších nástrojů regionální politiky. Bobošíková byla dále členkou parlamentní delegace ve Výboru pro parlamentní spolupráci EU–Ukrajina. V červnu 2009 se neúspěšně pokoušela o znovuzvolení do Evropského parlamentu jako volební lídryně koalice strany Politika 21 se Stranou zdravého rozumu pod názvem Suverenita.

### Kandidatura na prezidentku za KSČM
V roce 2008 byla KSČM nominována jako kandidátka na post prezidenta České republiky pro druhou volbu. V den druhé prezidentské volby, konané 15. února 2008, pak na Pražském hradě sice pronesla svůj projev, aby pak po rozpravě ostatních zákonodárců oznámila, že svou kandidaturu stahuje. Nezasáhla tak tedy ani do prvního kola druhé prezidentské volby. Podle ní tímto gestem podpořila Václava Klause.[zdroj?]

### Kandidatura do Poslanecké sněmovny 2010
V parlamentních volbách v roce 2010 neúspěšně kandidovala ve dnech 28. a 29. května 2010 do Poslanecké sněmovny na kandidátce strany Suverenita – Strana zdravého rozumu pro Moravskoslezský kraj. Zároveň byla Bobošíková celostátní lídryní strany. Strana se ziskem 3,67 % hlasů obsadila ve volbách 8. místo a nedostala se do Poslanecké sněmovny.

### Kandidatura na primátorku Prahy
Kromě voleb do senátu byla Jana Bobošíková v roce 2010 také kandidátkou v komunálních volbách a byla navržena stranou Suverenita jako kandidátka na primátorku Prahy.

### Kandidatura do Senátu
Ve volbách 2010 neúspěšně kandidovala do Senátu za obvod č. 22 – Praha 10, když se ziskem 9,20 % hlasů obsadila 4. místo. Bobošíková kandidovala i v doplňovacích volbách do Senátu v březnu 2011, ve kterých se obsazovalo v Kladně místo po zemřelém senátorovi Jiřím Dienstbierovi. Ani v těchto volbách Bobošíková se ziskem 7,29 % hlasů neuspěla a nepostoupila ani do druhého kola.

### Kandidatura na prezidentku 2013
Jana Bobošíková kandidovala na prezidentku ČR v prezidentských volbách v roce 2013. Podle původního rozhodnutí Ministerstva vnitra ale nezískala potřebných 50 000 podpisů, proti čemuž podala stížnost k Nejvyššímu správnímu soudu, který jí vyhověl a nechal ji zaregistrovat jako jednu z devíti kandidujících. Ve volbách pak se ziskem 2,39 % hlasů skončila na posledním místě.

### Kandidatura do Poslanecké sněmovny 2013
Ve volbách do Poslanecké sněmovny PČR v roce 2013 neúspěšně kandidovala ve Středočeském kraji jako lídryně strany Hlavu vzhůru – volební blok.

### Předsedkyně Českého svazu bojovníků za svobodu v Lidicích
V roce 2015 byla Bobošíková zvolena předsedkyní Lidické pobočky Českého svazu bojovníků za svobodu. Pro zvolení Bobošíkové bylo 22 z 26 přítomných. To přimělo některé příslušníky této skupiny, včetně posledních 3 žijících "Lidických žen", k odchodu z organizace. Důvodem bylo podezření ze snahy zviditelnit se a údajné xenofobní výroky. V této organizaci začala působit od roku 2008.

### Založení Institutu svobody a demokracie
Na konci roku 2019 založila Bobošíková think tank s názvem Institut svobody a demokracie. V tomto institutu pracuje také bývalá radní České televize Hana Lipovská, která podle některých názorů zastupovala v Radě názory Jany Bobošíkové.

### Kandidatura do Poslanecké sněmovny 2021
Ve volbách do Poslanecké sněmovny PČR v roce 2021 neúspěšně kandidovala z pozice nestraničky v Praze jako lídryně kandidátky strany Volný blok.

### Kandidatura do Poslanecké sněmovny 2025
Ve volbách do Poslanecké sněmovny PČR v roce 2025 je lídryní uskupení Stačilo! (KSČM, SOCDEM, ČSNS, SD-SN, Moravané) ve Středočeském kraji.

## Názory
Vyslovila se pro zrušení zákazu osvojení dětí homosexuálními páry. Je proti svatbám homosexuálů. Je proti zavedení eura a pro vystoupení z EU.